# Barry Bonds
Barry Lamar Bonds (* 24. července 1964, Riverside) je bývalý americký baseballista. V americké lize Major League Baseball (MLB) působil 22 sezón, a to ve dvou klubech: Pittsburgh Pirates (1986–1992) a San Francisco Giants (1993–2007). Drží v ní rekord v počtu homerunů (762), v počtu homerunů za jednu sezónu (73) i v počtu získaných met (2558). Sedmkrát byl vyhlášen nejužitečnějším hráčem MLB (1990, 1992, 1993, 2001–2004), čtrnáctkrát byl vybrán do all-stars týmu (1990, 1992–1998, 2000–2004, 2007), dvanáctkrát vyhrál Silver Slugger Award určenou pro nejlepšího hráče v útočném postavení, tedy když je jeho tým "na pálce" (1990–1994, 1996, 1997, 2000–2004), osmkrát získal Gold Glove Award určenou pro nejlepší hráče v obranném postavení (1990–1994, 1996–1998), dvakrát byl nejefektivnějším pálkařem ligy (2002, 2004). Na pálce pro všechny hráče svého týmu získal 2935 met.. Navzdory oslnivé kariéře se po roce 2007 stal ústřední postavou velké dopingové aféry. Byl odsouzen za křivou výpověď během vyšetřování federálních úřadů v této věci. Rozsudek byl v roce 2015 zrušen. Kvůli skandálu ovšem dosud nezískal dostatečný počet hlasů pro uvedení do baseballové síně slávy (National Baseball Hall of Fame), ačkoli podmínky pro uvedení splnil již v roce 2013.